# بکو (شرکت)
بکو (انگلیسی: Beko) شرکت تولیدکنندهٔ لوازم خانگی ترکیه‌ای و یکی از برندهای آرچلیک است و توسط کوچ هولدینگ مدیریت می‌شود.
این شرکت در سال ۱۹۶۷ در استانبول توسط وهبی کوچ بنیانگذار کوچ هولدینگ تأسیس شد.
بکو در سال ۲۰۰۴ شرکت آلمانی گروندیگ را خریداری کرد و در ژانویه ۲۰۰۵ بکو و رقیب اصلی آن یعنی شرکت وستل بیش از نیمی از تلویزیون اروپا را تولید کردند.
در ژوئن ۲۰۰۹ تصمیم گرفته شد که بکو با شرکت آرچلیک ادغام شود. هم‌اکنون تعدادی از محصولات آرچلیک مانند یخچال، تلویزیون، ماشین لباس شویی، ماشین ظرف شویی با برند بکو ارائه می‌شود.
بکو نشان خود را در سال ۲۰۱۱ تغییر داد.

نشان سابق بکو